# Мижит, Эдуард Баирович
Эдуард Баирович Мижит (22 апреля 1961, Торгалыг, Тувинская автономная область — 29 ноября 2023) — поэт, прозаик, драматург, переводчик. Народный писатель Республики Тыва (2011).

## Биография
Родился 22 апреля 1961 года в селе Торгалыг Улуг-Хемского района Тувинской АССР. Учился в медицинском институте г. Томска, окончил Литературный институт им. А. М. Горького (1993). Работал редактором в тувинском книжном издательстве, заведующим литературной частью Тувинского музыкально-драматического театра, заведующим отделом журнала «Улуг-Хем», редактором газеты «Тыванын аныяктары» («Молодёжь Тувы»), научным сотрудником сектора литературы ТИГПИ при Правительстве РТ. Литературную деятельность начал в 1986 году. Первое стихотворение было напечатано под названием «Начало весны» в газете «Тыванын аныяктары» (1986). Стихи Э. Мижита — стихи-раздумья. Он много размышлял на темы морали. Его пьесы — значительные произведения современной тувинской драматургии. Перевел на тувинский язык пьесу А. Чехова «Вишневый сад» и произведения В. Шекспира, А. Островского, А. Пушкина и др. Его творчество переведено на русский и английский языки. Автор научных работ по литературе. В соавторстве с Л. Мижит составил антологию тувинских трёхстиший «Ожук дажы» (2004). Печатался в «Антологии русского верлибра», альманахах «Истоки», «День поэзии», журналах «Юность», «Земля Сибирь», «Литературная учёба», «Улуг-Хем», газетах «Литературная газета», «Литературная Россия», «1 сентября», «Гуманитарный фонд», «Коре», «Собеседник» и др. Участник республиканского совещания молодых писателей (1987), регионального семинара молодых писателей (г. Горно-Алтайск, 1993), член Союза писателей России (1994).
Являлся председателем Правления Союза писателей Республики Тыва.
Умер 29 ноября 2023 года на 63-м году жизни.

## Награды и звания
- лауреат Гран-при международного фестиваля тюркоязычных театров (2000)
- Лауреат премии Министерства культуры и кино Республики Тыва (2004)
- лауреат газеты «Культура» (Москва)
- заслуженный работник культуры Республики Тыва
- Народный писатель Республики Тыва (2011)[5]
- Памятная юбилейная медаль «В ознаменование 100-летия единения России и Тувы и 100-летия основания г. Кызыла» (2014)[6]
- Медаль «За доблестный труд» Республики Тыва (2020)[7]

## Основные публикации
- «Палица Гэсэра» (1990) стихи
- «Осколки» (1992) стихи
- «Зов взвихренного колодца» (2002) верлибры
- «Простые строки» (2006) стихи, поэмы
- «Огоньки сквозь туман» (2008) стихи
- «Смерч Кара-Дага» пьеса
- «Миражи» пьеса
- «Кто же ты, богатырь Субедей?» пьеса
- «Жертвоприношение» пьесы и др.